# ووهان
ووهان ( بالصينية المبسطة: 武汉، بالصينية التقليدية: 武漢) هي عاصمة مقاطعة هوبي وتعد أكبر مدينة فيها والأكثر اكتظاظا بالسكان في وسط الصين،  ويبلغ عدد سكانها أكثر من 11 مليون نسمة ، وسابع أكثر المدن الصينية اكتظاظا بالسكان ، واحدة من تسع مدن وطنية مركزية في الصين.  تقع في شرق الصين الأوسط على نهر يانغتزيه (تشانغ جيانغ) عند التقائه بنهر هان، وهي مركز صناعي واقتصادي رئيسي بالنسبة لوسط الصين. قدر عدد سكانها بحوالي 9100000 نسمة في عام 2006. وهي عاصمة مقاطعة هوباي وأكبر مدن الصين الوسطى من حيث عدد السكان. في عشرينيات القرن الماضي كانت ووهان عاصمة لحكومة كوومينتانغ اليسارية بقيادة وانغ جينغواي المعادي لشيانج كاي شيك. وهي منطقة مدنية ممتدة لثلاث مدن دمجت في عام 1950 وهي: هانكو في الضفة الشمالية لليانغتزيه، وهانيانغ بجانب الهان، وووتشانغ في الضفة الجنوبية لليانغتزيه. تحتوي على العديد من مصانع إنتاج الحديد والفولاذ، كما توجد بها جامعة ووهان ）武汉大学 （وجامعة ووهان للتكنولوجيا (武汉理工大学).
اسم «ووهان» جاء من الأصل التاريخي في المدينة لخليط من تشانغ، هانكو وهانيانغ، والتي تعرف مجتمعة باسم «ثلاث مدن ووهان» 武汉三镇 تقع في سهل جيانغهان الشرقي، عند التقاء نهر اليانغتسي وأكبر رافده، نهر هان، وتُعرف باسم «لعبة الصين 九省通衢» (九省通衢).
تشمل الأحداث التاريخية التي وقعت في ووهان انتفاضة ووهان التي أدت إلى سقوط أسرة تشينغ وتأسيس جمهورية الصين. كان ووهان لفترة وجيزة عاصمة الصين في عام 1927 تحت الجناح الأيسر لحزب الكومينتانغ. كانت المدينة فيما بعد عاصمة الصين في زمن الحرب في عام 1937 لمدة عشرة أشهر خلال الحرب الصينية اليابانية الثانية.
تعتبر ووهان اليوم المركز السياسي والاقتصادي والمالي والتجاري والثقافي والتعليمي لوسط الصين. إنها مركز نقل رئيسي، حيث تمر عشرات السكك الحديد والطرق والطرق السريعة عبر المدينة وتتصل بالمدن الكبرى الأخرى. بسبب دورها الرئيسي في النقل الداخلي، يشار إلى ووهان أحيانًا باسم «شيكاغو الصينية» من قبل مصادر أجنبية. يقع سد الخوانق الثلاثة، أكبر محطة كهرباء في العالم من حيث السعة المثبتة، في مكان قريب.
في حين أن ووهان كانت مركزًا صناعيًا تقليديًا لعقود من الزمان، إلا أنها تعد أيضًا أحد المجالات التي تشجع التغييرات الصناعية الحديثة في الصين. تتكون ووهان من ثلاث مناطق تنمية وطنية، وأربعة مجمعات تطوير علمية وتكنولوجية، وأكثر من 350 معهدًا للأبحاث، و1,656 مؤسسة للتكنولوجيا الفائقة، والعديد من حاضنات المؤسسات، واستثمارات من 230 شركة Fortune Global 500. أنتجت الناتج المحلي الإجمالي 224 مليار دولار في عام 2018. يقع مقر شركة دونغ فنغ موتور كوربوريشن، وهي شركة تصنيع سيارات في ووهان. ووهان هي موطن لعدة معاهد بارزة للتعليم العالي، بما في ذلك جامعة ووهان، التي احتلت المرتبة الثالثة على مستوى البلاد في عام 2017،  وجامعة هواتشونغ للعلوم والتكنولوجيا.
تاريخياً، عانت ووهان من مخاطر الفيضانات،  مما دفع الحكومة إلى تخفيف الموقف عن طريق إدخال آليات امتصاص صديقة للبيئة. عقدت ووهان للألعاب الرياضية بطولة آسيا فيبا 2011 وكانت واحدة من الأماكن لكأس العالم لكرة السلة فيبا 2019. استضافت الدورة السابعة للألعاب العسكرية العالمية في الفترة من 18 إلى 27 أكتوبر 2019 في ووهان. في عام 2017، عينت اليونسكو مدينة ووهان كمدينة كمدينة إبداعية في مجال التصميم. تصنف ووهان كمدينة بيتا العالم من قبل شبكة أبحاث المدن والعولمة.
اعتبارًا من أواخر كانون الثاني (يناير) 2020، أغلقت المدينة وعزلت نتيجة لتفشي فيروس كورونا الجديد. وتكهن البعض بأن الوباء قد خرج من سوق ووهان للمأكولات البحرية في مقاطعة جيانغهان، والذي أغلق منذ ذلك الحين. غادر ما يقدر بنحو خمسة ملايين شخص المدينة قبل بدء الإغلاق.

## التاريخ

### جمهورية الصين
مع امتداد الحملة الشمالية، تحول مركز الثورة العظمى من حوض نهر اللؤلؤ إلى حوض نهر اليانغتسي. في 26 نوفمبر/ تشرين الثاني، قررت اللجنة السياسية المركزية لحزب الكومينتانغ نقل العاصمة من قوانغتشو إلى ووهان. في منتصف ديسمبر، وصل معظم المفوضين التنفيذيين المركزيين لحزب الكومينتانغ والمفوضين الحكوميين الوطنيين إلى ووهان، حيث أقاموا مؤتمراً مشتركاً مؤقتاً للمفوضين التنفيذيين المركزيين ومفوضي الحكومة الوطنية، وأداء المهام العليا لمقار الحزب المركزية والحكومة الوطنية، وأعلنوا أنهم سيعملون في ووهان في 1 يناير/ كانون الأول 1927، وقرر الجمع بين مدن ووتشانغ وهانكو وهانيانغ في مدينة ووهان، التي تسمى «منطقة العاصمة». كانت الحكومة الوطنية في مبنى نانيانغ في هانكو، في حين اختار مقر الحزب المركزي والمنظمات الأخرى مواقعها في هانكو أو وشانغ.
في مارس 1927، ظهر ماو تسي تونج في الجلسة الكاملة الثالثة للجنة التنفيذية المركزية لحزب الكومينتانغ في ووهان، والتي سعت إلى تجريد الجنرال تشيانغ من سلطته بتعيين الزعيم وانغ جينغ وي. انقطعت المرحلة الأولى من البعثة الشمالية بسبب الانقسام السياسي في الكومينتانغ في أعقاب تشكيل فصيل نانجينغ في أبريل 1927 ضد الفصيل الحالي في ووهان.  اجتمع أعضاء الحزب الشيوعي الصيني، الذين نجوا من مذبحة 12 أبريل، في ووهان وأعاد انتخاب تشن دوكسيو (شين تو هسيو) أمينًا عامًا للحزب. كان الدافع الجزئي للتطهير هو تطهير الشيوعيين داخل الحزب، والذي يمثل نهاية الجبهة المتحدة الأولى، واستقال تشيانغ كاي شيك لفترة وجيزة من منصب قائد الجيش الثوري الوطني. 
في يونيو 1927، أرسل ستالين برقية إلى الشيوعيين في ووهان، داعيا إلى تعبئة جيش من العمال والفلاحين. هذا قلق وانغ جينغ وى، الذي قرر الانفصال عن الشيوعيين والتصالح مع تشيانغ كاي شيك. كان انقلاب ووهان تحولًا سياسيًا في 15 يوليو 1927 من قِبل وانغ جينغوي نحو تشيانغ كاي شيك، ومنافسه الذي يتخذ من شنغهاي مقراً له في كومينتانغ. تم تأسيس حكومة ووهان القومية في ووهان في 21 فبراير 1927 وانتهت في 19 أغسطس 1927. بعد نهاية الحملة الشمالية، تم ترفيع هانكو إلى بلدية يسيطر عليها مركزيا.

## الجغرافيا

### نظرة عامة
تقع ووهان في شرق وسط إقليم خوبي، عند خط العرض 29° 58' – 31° 22' شمالًا وخط الطول 113° 41' – 115° 05' شرقًا، عند نقطة مصب نهر هان في نهر اليانغتسي في شرق سهل جيانغهان على طول الروافد الوسطى لنهر اليانغتسي.
تتكون المنطقة الحضرية من ثلاثة أجزاء -ووتشانغ، وهانكو، وهانيانغ- والتي يُطلق عليها عادة «مدن ووهان الثلاث» (ومن هنا جاءت تسميتها «ووهان»، وهي تجمع «وو» من اسم المدينة الأولى و«هان» من اسم المدينتين الأخرَيين). وُحّدت هذه المدن في عام 1927، وبهذا أُسّست مدينة ووهان. تواجه المدن الثلاث السابقة بعضها بالأنهار وترتبط بالجسور، والتي من ضمنها جسر من الجسور الحديثة الأولى في الصين، يُعرف باسم «الجسر الأول».
تقع ووتشانغ جنوب شرق نهر اليانغتسي الذي يفصلها عن هانكو وهانيانغ.
تقع هانكو شمال نهر اليانغتسي الذي يفصلها عن ووتشانغ، وتقع أيضًا شمال نهر هان الذي يفصلها عن هانيانغ.
تقع هانيانغ غرب نهر اليانغتسي الذي يفصلها عن ووتشانغ، وتقع أيضاً جنوب نهر هان الذي يفصلها عن هانكو.
تضاريسها بسيطة؛ فهي منخفضة ومسطحة في الوسط وهناك منطقة تِلال في الجنوب، ويمتد نهرا اليانغتسي وَ«هان» عبرها. يصب نهر «شي» في نهر اليانغتسي في مقاطعة هوانغبي. تشغل ووهان مساحة تبلغ 8,494.41 كيلومتر مربع (3,279.71 ميل مربع)، معظمها سهلٌ رسوبي مزين بالتلال وعدد كبير من البحيرات والبرك، بما في ذلك البحيرة الشرقية وبحيرة تانجكسون، اللتان تُعدّان أكبر البحيرات الواقعة بالكامل داخل مدينة، في الصين. تشمل البحيرات المعروفة الأخرى البحيرة الجنوبية وبحيرة الرمل. تقع بحيرة لينغاتسي، أكبر بحيرة من ناحية المساحة في مقاطعة خوبي، في جنوب شرق مقاطعة جيانكسيا. على ارتفاع 709 أمتر (2,362 قدمًا) فوق مستوى سطح البحر، تعُد أعلى نقطة في ووهان هي القمة الرئيسية لجبل «يون يونو» في شمال غرب مقاطعة هوانغبي. هناك العديد من الجبال داخل حدود مدينة ووهان، بما في ذلك جبل لوجيا في مقاطعة ووتشانغ، وأيضًا جبل هونغ وجبل يوجيا في مقاطعة هونغشان.

### المناخ
مناخ ووهان هو مناخ شبه استوائي رطب (Cfa وفق تصنيف كوبن للمناخ)، يتميز بهطول الأمطارالوفيرة وأربعة فصول منفصلة. تشتهر ووهان بصيفها الرطب، عندما تصل نقاط الندى إلى 26 درجة مئوية (79 درجة فهرنهايت) أو أكثر. تاريخيًا، جنبًا إلى جنب مع تشونغتشينغ ونانجينغ، يُشار إلى ووهان باعتبارها واحدة من «ثلاث مدن شبيهة بالفرن» على طول نهر اليانغتسي؛ لارتفاع درجات الحرارة في الصيف. ومع ذلك، تشير بيانات المناخ في السنوات الأخيرة إلى أن ووهان لم تعد من بين المدن التي تأتي في مقدمة «أكثر المدن حرارة في الصيف»، والمدن الأربعة الجديدة التي «تشبه الفرن» هي تشونغتشينغ، وفوتشو، وهانغتشو، ونانتشانغ. الربيع والخريف معتدلان بشكل عام، بينما يكون الشتاء باردًا مع تساقط الثلوج في بعض الأحيان. يتراوح متوسط درجة الحرارة الشهري على مدار 24 ساعة من 4.0 درجة مئوية (39.2 درجة فهرنهايت) في يناير إلى 29.1 درجة مئوية (84.4 درجة فهرنهايت) في يوليو. يبلغ إجمالي هطول الأمطار السنوي 1,320 مليمتر (52 بوصة)، معظمه في الفترة بين أبريل ويوليو؛ متوسط درجة الحرارة السنوي هو 17.13 درجة مئوية (62.8 درجة فهرنهايت)، وتدوم فترة غياب الصقيع 211 إلى 272 يومًا.

## فيروس كورونا
في ديسمبر 2019 في مدينة ووهان وسط الصين تم اكتشاف أول حالة مصابة بفيروس كورونا المستجد وأطلق عليه اسم 2019-nCoV وقد صنّفته منظمة الصحة العالمية في 11 مارس 2020 (جائحة)، ويُعتقد أنه نشأ لدى الحيوانات البرية، وانتقل إلى البشر من خلال الاختلاط بالحيوانات المصابة أثناء عمليات تجارة الحياة البرية في الأسواق الرطبة. ثم انتشر الفيروس إلى المقاطعات الصينية الأخرى في أوائل ومنتصف شهر يناير عام 2020 بسبب أعياد السنة الصينية الجديدة. ولقد بدأ ظهور الحالات المصابة في البلدان الأخرى، بسبب نقل المرض من خلال السفر الدولي كالآتي: تايلاند (13 يناير)؛ اليابان (15 يناير)؛ كوريا الجنوبية (20 يناير)؛ تايوان والولايات المتحدة (21 يناير)؛ هونغ كونغ وماكاو (22 يناير)؛ سنغافورة (23 يناير)؛ فرنسا ونيبال وفيتنام (24 يناير)؛ أستراليا وماليزيا (25 يناير)؛ كندا (26 يناير)؛ كمبوديا (27 يناير)؛ ألمانيا (28 يناير)؛ فنلندا وسريلانكا والإمارات العربية المتحدة (29 يناير)؛ الهند وإيطاليا والفلبين (30 كانون الثاني / يناير)؛ المملكة المتحدة وروسيا والسويد (31 يناير). وجرى إعلان وفاة خمسة مصابين في مدينة قم وسط إيران، بينما أشارت شبكات أخبار إيرانية غير رسمية ارتفاع حالات الوفاة إلى تسع. إثر ذلك شدّدت الحكومة العراقية إجراءات السفر إلى إيران أو الدخول منها، وفتحت مراكز حجر صحي عند المنافذ الحدودية العراقية مع إيران خوفًا من انتقال الفيروس إلى الداخل العراقي، كذلك علّقت منح التأشيرة السياحية للإيرانيين حتى إشعار آخر.

## التركيبة السكانية

### دين
الدين في ووهان (2017)

وفقًا لمسح نُشر في عام 2017، فإن 79.2٪ من سكان ووهان هم إما عبادة غير دينية أو يمارسون دين الآلهة والأجداد؛ من بين هؤلاء 0.9 ٪ هم الطاويون. من بين المذاهب الدينية الأخرى، يلتزم 14.7 ٪ من السكان بالبوذية، و2.9 ٪ بالبروتستانتية، و0.3 ٪ بالكاثوليكية و1.6 ٪ بالإسلام، و1.6 ٪ من السكان يلتزمون بأديان أخرى غير محددة. 
- Religious sites in Wuhan
- معبد باوتونغ البوذي
- معبد البوذي المقدس
- عيد الشكر الكنيسة البروتستانتية
- العائلة المقدسة الكنيسة الكاثوليكية

## وسائل النقل

### الطرق السريعة
تمر العديد من الطرق السريعة الرئيسية والطرق الرئيسية عبر ووهان، بما في ذلك:
- طريق الصين الوطني 107
- طريق الصين الوطني 316
- طريق الصين الوطني 318
- G42 شنغهاي - تشنغدو السريع
- G0422 ووهان وشنتشن السريع

## الأماكن
- من المفترض أن برج الرافعة الصفراء قد تم بناؤه لأول مرة في حوالي 220 بعد الميلاد. تم تدمير البرج وإعادة بنائه عدة مرات، وحُرِق وفقًا لبعض المصادر في عام 1884. خضع البرج لعملية إعادة بناء كاملة عام 1981. تم استخدام مواد حديثة وإضافة مصعد مع الحفاظ على التصميم التقليدي في المظهر الخارجي للبرج.

## حضاره
زهر البرقوق هو شعار المدينة، ويتم اختياره جزئيًا بسبب التاريخ الطويل لزراعة البرقوق المحلي واستخدامه، والاعتراف جزئيًا بالأهمية الاقتصادية الحالية للبرقوق من حيث الزراعة والبحث. تم استخدام الخوخ البري المحلي طبيا خلال عهد أسرة تشين وهان. بدأت زراعة الفاكهة خلال عهد أسرة سونغ.

### لغة
يتحدث السكان الأصليون في ووهان مجموعة متنوعة من لغة الماندرين الصينية الجنوبية الغربية التي يشار إليها باسم لهجة ووهان والتي تختلف اختلافًا طفيفًا بين مقاطعات ووهان، بما في ذلك لهجة ووتشانغ في مقاطعة ووتشانغ، ولهجة هانكو في مناطق هانكو، ولهجة هانيانغ في مقاطعة هانيانغ، ولهجة تشينغشان في مقاطعة تشينغشان.

## المدن الشقيقة
ووهان توأمة مع:
| City                                  | Country          | Since              |
| ------------------------------------- | ---------------- | ------------------ |
| Ōita                                  | اليابان          | September 7, 1979  |
| Pittsburgh                            | الولايات المتحدة | September 8, 1982  |
| Duisburg                              | ألمانيا          | October 8, 1982    |
| Manchester                            | المملكة المتحدة  | September 16, 1986 |
| Galați                                | رومانيا          | August 12, 1987    |
| Kiev                                  | أوكرانيا         | October 19, 1990   |
| Khartoum                              | السودان          | September 27, 1995 |
| Győr                                  | المجر            | October 19, 1995   |
| Bordeaux                              | فرنسا            | June 18, 1998      |
| Arnhem                                | هولندا           | September 6, 1999  |
| Cheongju                              | كوريا الجنوبية   | October 29, 2000   |
| Sankt Pölten                          | النمسا           | December 20, 2005  |
| Christchurch                          | نيوزيلندا        | April 4, 2006      |
| Markham                               | كندا             | September 12, 2006 |
| Borlänge                              | السويد           | September 28, 2007 |
| Kópavogur                             | آيسلندا          | April 25, 2008     |
| Ashdod                                | إسرائيل          | November 8, 2011   |
| Essonne (not a city but a department) | فرنسا            | December 21, 2012  |
| İzmir                                 | تركيا            | June 6, 2013       |
| Tijuana                               | المكسيك          | July 12, 2013      |
| Saratov                               | روسيا            | August 7, 2015     |
| Concepción                            | تشيلي            | April 7, 2016      |
| Bishkek                               | قرغيزستان        | November 15, 2016  |
| Chalcis                               | اليونان          | May 11, 2017       |
| Izhevsk                               | روسيا            | June 16, 2017      |
| Swansea                               | المملكة المتحدة  | January 31, 2018   |
| Entebbe                               | أوغندا           | April 13, 2018     |
| Bangkok                               | تايلاند          | November 16, 2018  |

ووهان لديها علاقات تبادل ودية مع:
| City                       | Country          | Since              |
| -------------------------- | ---------------- | ------------------ |
| Kobe                       | اليابان          | February 16, 1998  |
| Hirosaki                   | اليابان          | October 17, 2003   |
| St. Louis                  | الولايات المتحدة | September 27, 2004 |
| Atlanta                    | الولايات المتحدة | September 9, 2006  |
| Daejeon                    | كوريا الجنوبية   | November 1, 2006   |
| Gwangju                    | كوريا الجنوبية   | September 6, 2007  |
| Kolkata                    | الهند            | July 24, 2008      |
| Suwon                      | كوريا الجنوبية   | December 5, 2008   |
| Taebaek                    | كوريا الجنوبية   | December 5, 2008   |
| Columbus                   | الولايات المتحدة | October 30, 2009   |
| Bremen                     | ألمانيا          | November 6, 2009   |
| Port Louis                 | موريشيوس         | November 10, 2009  |
| Cebu City                  | الفلبين          | August 19, 2011    |
| Yogyakarta                 | إندونيسيا        | November 12, 2011  |
| Perm                       | روسيا            | September 10, 2012 |
| Chicago                    | الولايات المتحدة | September 20, 2012 |
| Košice                     | سلوفاكيا         | November 6, 2012   |
| Naples                     | إيطاليا          | September 18, 2012 |
| Moselle                    | فرنسا            | July 16, 2013      |
| San Francisco              | الولايات المتحدة | November 21, 2013  |
| Siem Reap Province         | كمبوديا          | November 21, 2013  |
| Biratnagar                 | نيبال            | November 21, 2013  |
| Bangkok                    | تايلاند          | November 21, 2013  |
| Częstochowa                | بولندا           | March 14，2014     |
| Oliveira de Azeméis        | البرتغال         | April 11, 2014     |
| Sydney                     | أستراليا         | May 30, 2014       |
| Durban                     | جنوب أفريقيا     | June, 2014         |
| Burlingame                 | الولايات المتحدة | June 23, 2014      |
| Menlo Park                 | الولايات المتحدة | June 23, 2014      |
| Cupertino                  | الولايات المتحدة | June 23, 2014      |
| East Palo Alto             | الولايات المتحدة | June 23, 2014      |
| Hayward                    | الولايات المتحدة | June 23, 2014      |
| Millbrae                   | الولايات المتحدة | June 23, 2014      |
| Moraga                     | الولايات المتحدة | June 23, 2014      |
| Morgan Hill                | الولايات المتحدة | June 23, 2014      |
| Mountain View              | الولايات المتحدة | June 23, 2014      |
| Oakley                     | الولايات المتحدة | June 23, 2014      |
| Union City                 | الولايات المتحدة | June 23, 2014      |
| Betong                     | تايلاند          | June 25, 2014      |
| Salo                       | فنلندا           | August 25, 2014    |
| Gävle                      | السويد           | August 27, 2014    |
| Patan                      | نيبال            | October 20, 2014   |
| Pattaya                    | تايلاند          | October 24, 2014   |
| Berane                     | الجبل الأسود     | October 24, 2014   |
| Córdoba                    | الأرجنتين        | October 24, 2014   |
| Liège                      | بلجيكا           | October 29, 2014   |
| Lille                      | فرنسا            | November 3, 2014   |
| Holbæk                     | الدنمارك         | November 24, 2014  |
| Heraklion                  | اليونان          | December 11, 2014  |
| Cape Town                  | جنوب أفريقيا     | December 9, 2014   |
| São Luís                   | البرازيل         | April 29, 2015     |
| Varaždin                   | كرواتيا          | May 7, 2015        |
| Kota Kinabalu              | ماليزيا          | May 20, 2015       |
| Erdőkertes, Pest Megye     | المجر            | July 4, 2015       |
| Gold Coast                 | أستراليا         | September 29, 2015 |
| Le Mans                    | فرنسا            | November 1, 2015   |
| Southern Province          | سريلانكا         | December 3, 2015   |
| Galle                      | سريلانكا         | December 5, 2015   |
| Mungyeong                  | كوريا الجنوبية   | December 22, 2015  |
| Daegu                      | كوريا الجنوبية   | March 25, 2016     |
| Tacoma                     | الولايات المتحدة | April 5, 2016      |
| Lima                       | بيرو             | April 8, 2016      |
| Tabriz                     | إيران            | May 28, 2016       |
| Marrakesh                  | المغرب           | June 3, 2016       |
| Phnom Penh                 | كمبوديا          | July 11, 2016      |
| Dublin                     | جمهورية أيرلندا  | September 5, 2016  |
| Houston                    | الولايات المتحدة | September 10, 2016 |
| Jinja                      | أوغندا           | September 20, 2016 |
| Pucallpa                   | بيرو             | September 20, 2016 |
| Maribor                    | سلوفينيا         | September 23, 2016 |
| Montego Bay                | جامايكا          | September 28, 2016 |
| Victoria                   | سيشل             | October 17, 2016   |
| Kemi                       | فنلندا           | November 25, 2016  |
| San Nicolás de los Arroyos | الأرجنتين        | December 16, 2016  |
| Foz do Iguaçu              | البرازيل         | March 9, 2017      |
| Dunkirk                    | فرنسا            | March 20, 2017     |
| Jihlava                    | جمهورية التشيك   | May 10, 2017       |
| Brest                      | روسيا البيضاء    | August 29, 2017    |
| Zhytomyr                   | أوكرانيا         | November 14, 2017  |
| Marseille                  | فرنسا            | November 20, 2017  |
| Herstal                    | بلجيكا           | May 21, 2018       |
| Fergana                    | أوزبكستان        | October 14, 2018   |